# Playmobil
Playmobil er betegnelsen for plasticlegetøj produceret af det tyske selskab Brandstätter Group, med hovedkvarter i Zirndorf, Tyskland. Signaturen i legetøjer er en 7,5 cm høj menneskelig figur (skala 1:24) med smilende ansigt. Derudover er en bred vifte af tilbehør, bygning og køretøjer, samt mange dyr tilgængelige.

## Historie
Tyskeren Hans Beck (1929-2009) udviklede de første playmobilfigurer og koncepter i begyndelsen af halvfjerdserne. Oliekrisen i 1973 gjorde at produktion af playmobil kunne betale sig, pga. lave mængder plastic det krævede. I 1974 købte et hollandsk firma et helt års produktion fra firmaet og i 1975 eksporterede man playmobil til store udenlandske markeder.

## Kategorier
Legetøjet playmobil deles op i kategorier for at gøre det overskueligt for kunden at vælge mellem de mange produkter.
Følgende kategorier indgik i juli 2022 i sortimentet.
- 1.2.3 (en serie med færre dele og færre bevægelige dele til mindre børn)[3]
- A-Team[4]
- Action[5]
- Aston Martin[6]
- Ayuma[7]
- Back to the Future[8]
- City Action[9]
- City Life[10]
- Country[11]
- Dino Rise[12]
- Dollhouse[13]
- Dragons[14]
- Duck on Call[15]
- EverDreamerz[16]
- Fairies[17]
- Family Fun[18]
- Ghostbusters[19]
- History[20]
- Knight Rider[21]
- Magic[22]
- Mercedes Benz[23]
- Mini Cooper[24]
- NHL[25]
- Novelmore[26]
- Pirates[27]
- Porsche[28]
- Princess[29]
- Scooby-Doo[30]
- Space[31]
- Spirit[32]
- Star Trek[33]
- Stunt Show[34]
- Volkswagen[35]
- Wild Life[36]

## Beskrivelse
Playmobil er blevet sammenlignet med lego og gennem årene har de to produkter også konkurreret intenst med hinanden. Mange af serierne minder om hinanden, f.eks. har både lego og playmobil serier med middelalder (borge og riddere) og western. Playmobilfigurerne er dog større og i det hele taget er playmobilprodukterne ikke ligeså fleksible i sammensætningen som lego, men er mere knyttet til de oprindelige scenarier fra pakkerne. Dette betyder dog ikke at playmobilprodukterne ikke kan sættes sammen på kryds og tværs.

## Samlermani
Omkring playmobil er der over årene opstået et helt miljø af samlere. Enkelte playmobilprodukter produceres udelukkende med denne målgruppe for øje. Mange samlere spiller krigsspil med hinanden med deres figurer og laver små film med playmobilen.

## Forlystelsesparker
Playmobilkoncernen driver en række forlystelsesparker, kaldet FunParks, der er opbygget med Playmobil-figurer som tema. De findes også såkaldte FunStores, butikker med Playmobilprodukter, i forlystelseparkerne.
Der findes følgende FunParker og FunStores:
- FunPark Athen, Grækenland (hovedsageligt legetøj)
- FunPark Ħal Far, Malta - en del af Playmobil Park produktionsfaciliteten
- FunPark Palm Beach Gardens, Florida, USA, (permanent lukket)
- FunPark Fresnes, Frankrig (lille, hovedsageligt legetj)
- FunPark Zirndorf, Tyskland - en del af fabrikken i Zirndorff

## Film
- The Secret of Pirate Island (2009): En 3D-animeret interaktiv DVD baseret på pirat-temaet.[38]
- En live action / animeret spillefilm baseret på Playmobil-karaktererne fik titlen Playmobil: The Movie, og den blev reduceret af det franske studie On Entertainment, Wild Bunch og Pathé (oprindeligt distribueret af Global Road Entertainment i USA, inden firmaet gik konkurs i september 2018. Herefter overtog STX Entertainment distributionsrettighederne), den blev udgivet i december 2019.[39] Animatoren Lino DiSalvo havde sin debut som instruktør med denne film.[40] Filmen fik rigtig dårlige anmeldelser,[41] og flere kritiserede den mest fungerede som reklame for Playmobil.[42][43][44][45][46][47] Flere anmeldelser lavede også negative sammenligning med The Lego Movie.[45][48][46][47][49]

## Computerspil
- Alex Builds his Farm: et spil til børn fra 7-10 år, hvor de skal hjælpe Alex på sin gård
- Hype: The Time Quest: Et eventyrspil med riddertema
- Laura's Happy Adventures: Et eventyrspil i dukkehus-temaet
- Playmobil: Knights - til Nintendo DS
- Playmobil: Pirates - til Nintendo DS
- Playmobil: Circus - til Wii
- Playmobil: Top Agents - til Nintendo DS